# Bartolomeo Bianco

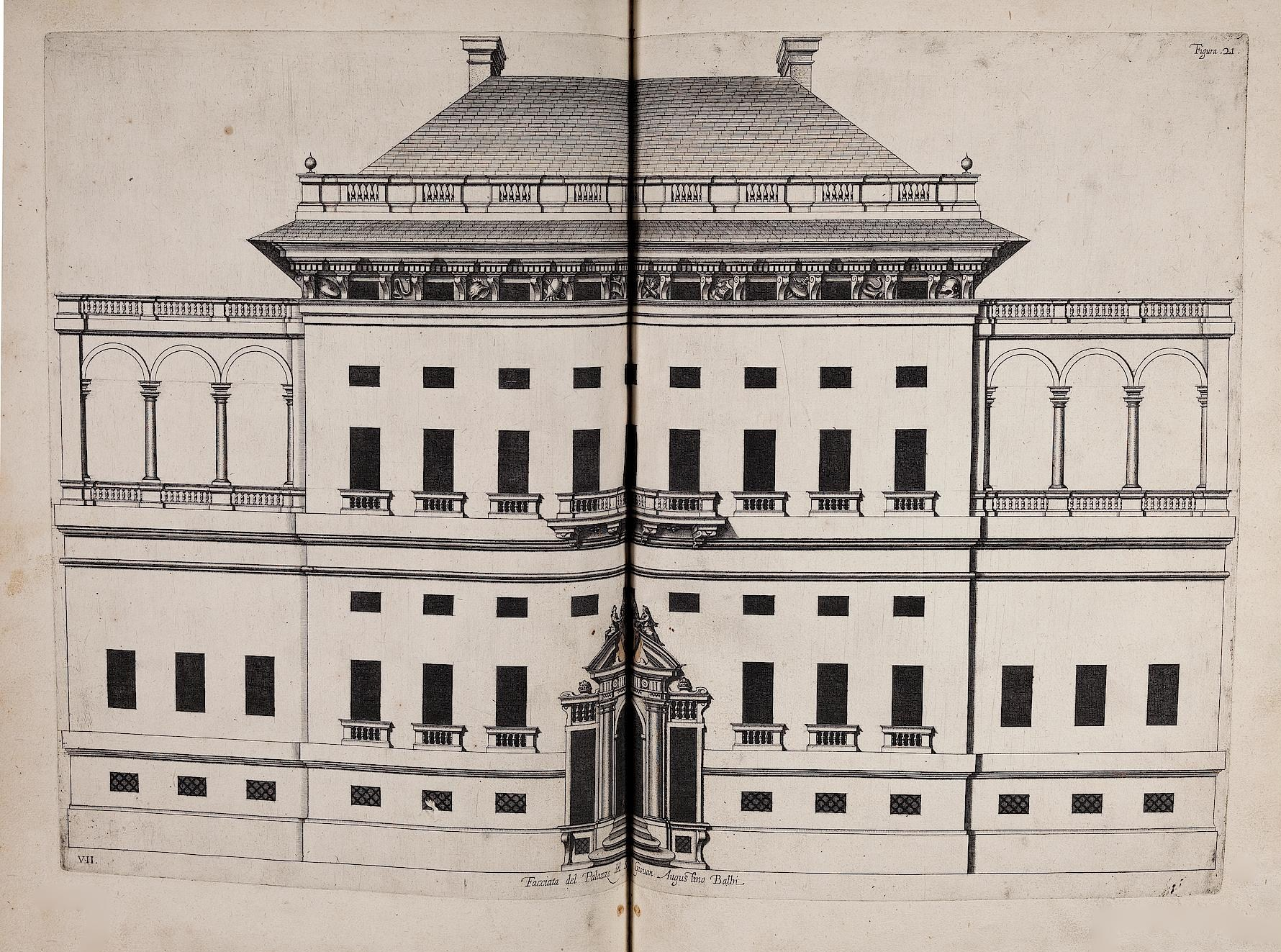
Palazzo Durazzo-Pallavicini, fachada, según grabado de Rubens aparecido en su libro Palazzi di Genova.

Bartolomeo Bianco (Como, 1590-Génova, 29 de junio de 1656) fue un arquitecto italiano del siglo XVII, el principal autor del barroco genovés temprano.

## Biografía
Nacido en  Como, se mudó muy joven a Génova para seguir a su padre, Cipriano Bianco, quien trabajó en la capital de Liguria en algunas obras para el convento local de los Padres Agustinos de Carbonara en el área de Castelletto. Su formación profesional se desarrolló principalmente en Génova, recordando en sus proyectos los estilos típicos de la escuela lombarda —por ejemplo, en las decoraciones o en las fachadas externas de las iglesias—, en un recorrido artístico que los historiadores equiparan al de algunos de sus colegas como Domenico Fontana y Martino Longhi, el Viejo. En la capital era considerado uno de los principales desarrolladores y creadores del  barroco genovés y de los palacios genoveses del siglo XVII.

### La actividad en Génova

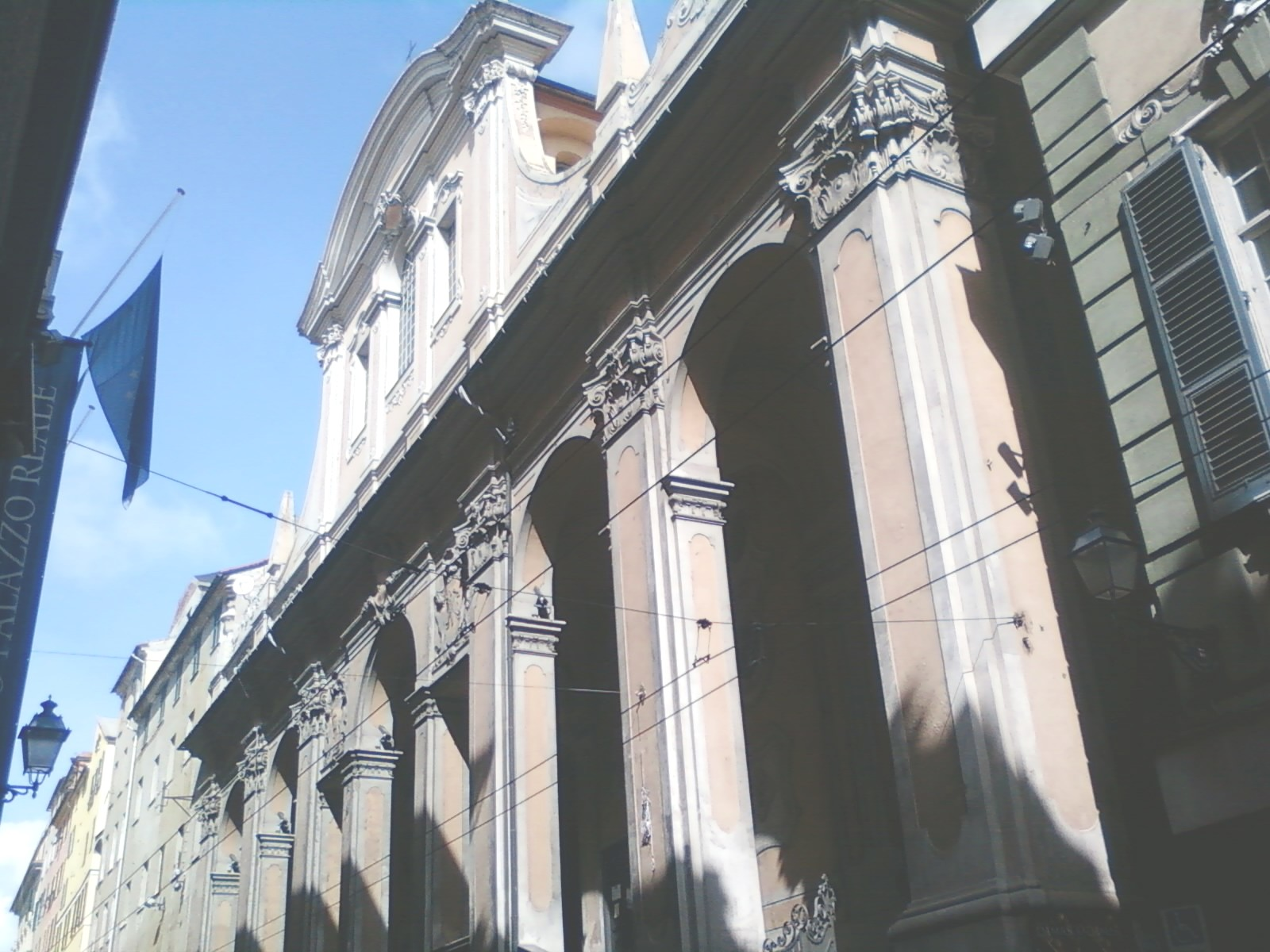
Iglesia de los Santos Vittore e Carlo, Génova

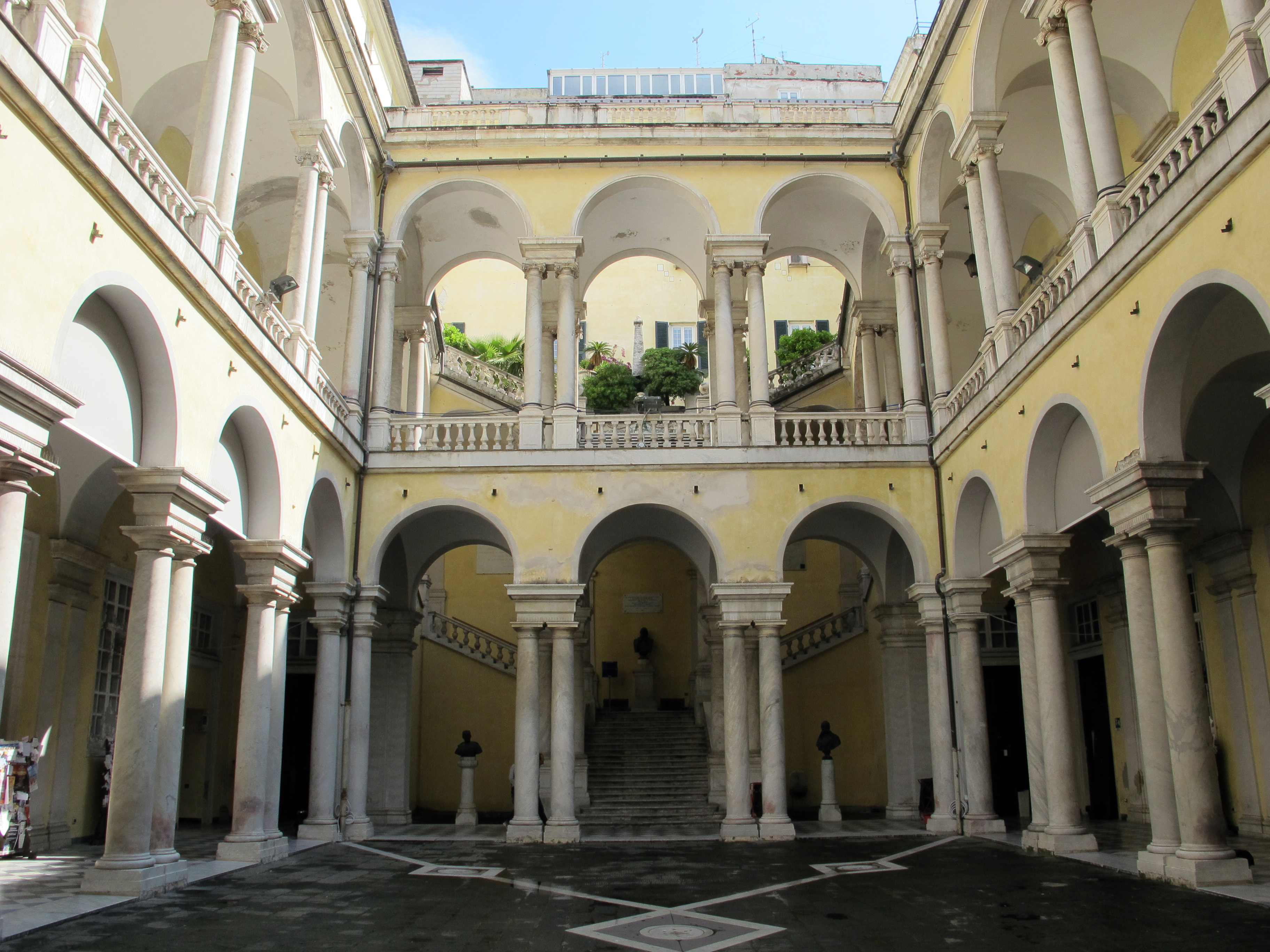
Colegio de los Jesuitas de Génova, patio

Será especialmente en la capital de entonces de la república homónima donde el trabajo de Bianco se desarrollará más y será conocido por las personalidades genovesas más importantes de la época. Entre ellos se encontraba la noble familia Balbi, que le encargó un notable trabajo artístico y de diseño: la apertura de una nueva calle, la actual Via Balbi, que mejorase la viabilidad entre el puerto genovés y la antigua puerta occidental de San Tommaso. Esas nuevas obras viales, a partir de 1618, darán vida a un barrio residencial noble con la construcción de siete palacios, propiedad de los Balbi, un colegio jesuita y una iglesia dedicada a los santos Víctor y Carlos, de la que dará testimonio inmediato Rubens en su obra de grabados Palazzi di Genova.
También para la misma familia genovesa, en la persona de Giovanni Agostino Balbi, realizó en 1618 el proyecto del palacio Durazzo-Pallavicini, en el que las dos grandes alas en los lados de la fachada le confieren un efecto escenográfico particular, este último revisado estructuralmente en 1780 por Emanuele Andrea Tagliafichi, y entre 1616 y 1620 el palacio Balbi-Senarega, donde creó una doble planta noble para los hermanos Giacomo y Pantaleo Balbi. Junto con su hijo Piero Antonio María, muerto joven, se convirtió en arquitecto de cámara entre 1620 y 1625.
En 1626 fue nombrado coordinador y jefe de obra del proyecto de la Murallas Nuevas de Génova, un trabajo completado en 1633, bajo la dirección de Ansaldo De Mari y Vincenzo Maculano. Tres años más tarde, en 1629, después de la apertura de la actual Via Balbi, colaboró en el proyecto de la nueva iglesia de Santi Vittore y Carlo para los Carmelitas Descalzos hasta 1631, cuando, por razones desconocidas, abandonó la obra que se completará según el proyecto original de Bartolomeo Bianco.
En 1634, después de los acuerdos entre Stefano Balbi y los padres Jesuitas en 1630, comenzaron los trabajos para la construcción del nuevo Colegio Jesuita de Génova, considerada su obra maestra. Según los historiadores, el arquitecto se inspiró en la maestría de Giovanni Ponzello, autor del célebre palacio Doria-Tursi (ahora sede del ayuntamiento) en la via Giuseppe Garibaldi, llamada "Strada Nuova". A pesar de que la propuesta parece similar al palacio de Ponzello, el efecto escenográfico es diferente debido a la orografía de un área particularmente escarpada. El uso, con efectos majestuosomente escenográficos, de las logias y escalinatas, que contribuyeron a amplificar los espacios y dar grandeza a las habitaciones, es un testimonio de la adhesión del arquitecto a los estilemas del barroco maduro. El colegio de los Jesuitas se convertirá más tarde en la sede de la Facultad de Derecho de la Universidad de los Estudios de Génova.
Otros trabajos suyos genoveses fueron la Porta Pila, el palacio Cattaneo della Volta  en la plaza Cattaneo y el  palacio  Casareto De Mari en la plaza Campetto.

### La actividad en  Chiavari

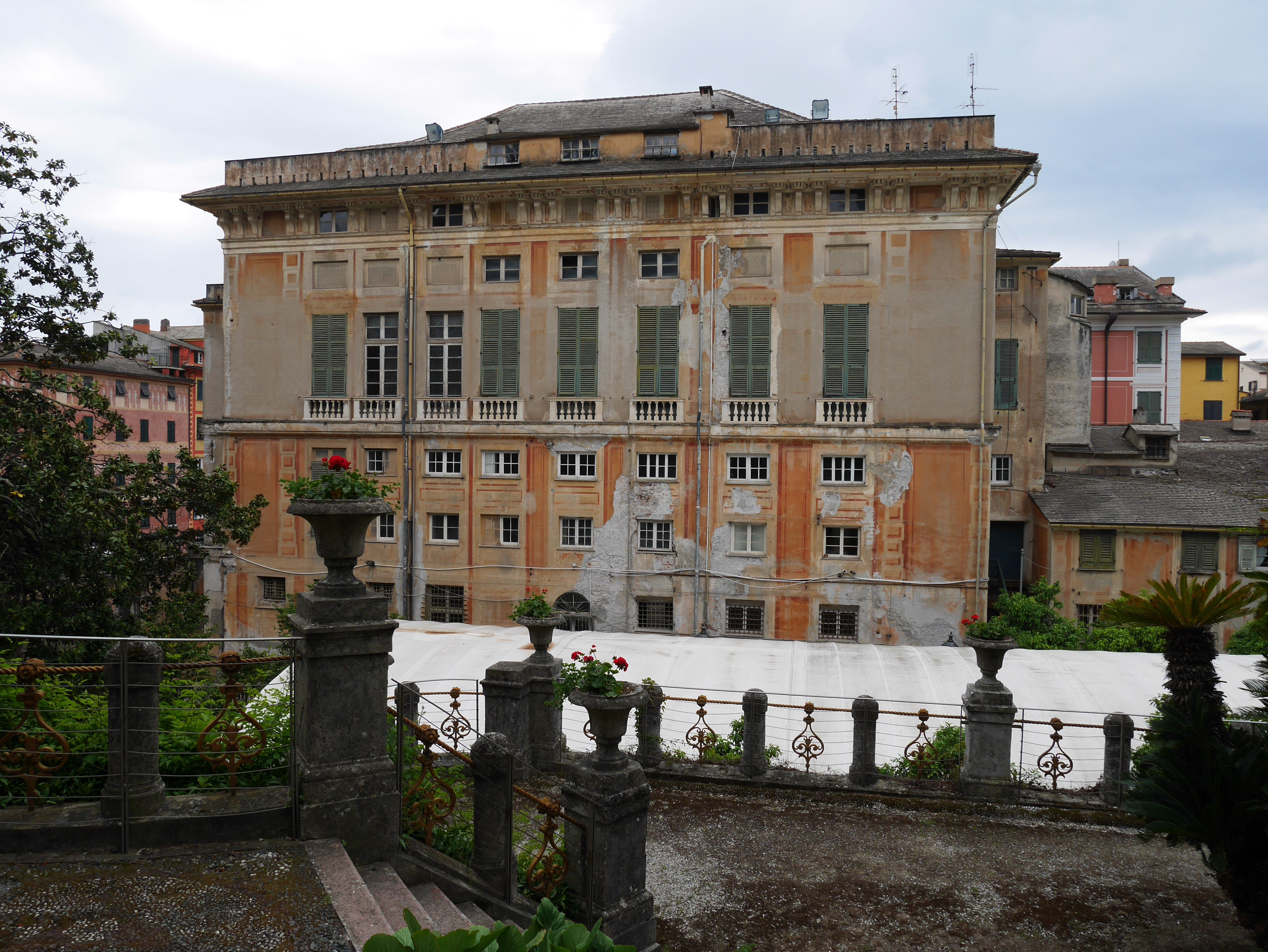
Palazzo Rocca en Chiavari construido en 1629, hoy Museo Arqueológico

Además del importante trabajo realizado en la capital genovesa y de otros trabajos en las fortalezas de Gavi (AL) y Savona, realizó una importante operación en la ciudad costera de Chiavari en el Tigullio. En 1623 colaboró activamente durante la edificación del santuario de Nuestra Señora del Orto, realizando algunas partes estructurales como el presbiterio y el ábside.
Entre 1629 y 1630, por encargo de los marqueses Costaguta, una familia noble de Chiavari, diseñó el actual  palazzo Rocca , que en 1912 se convirtió en propiedad del municipio de Chiavari, y ahora alberga el Museo Arqueológico de Prehistoria y Protostoria del Tigullio y la Galería Cívica. La misma familia noble le encargará  en 1630, la reconstrucción de la iglesia de San Francesco d'Assisi, que databa del siglo XIII y que ahora se ha transformado en un  auditorium.
Murió en Génova en 1657, en el  segundo año del brote de peste de dos años que redujo a la mitad la población de la ciudad. Su hijo, Giovanni Battista Bianco, fue un escultor modesto, autor en particular del grupo de bronce de laMadonna circondata da angeli  del altar mayor de la catedral de San Lorenzo.